# Crepidosceles
Crepidosceles é um gênero de traça pertencente à família Agonoxenidae.